# Liste von Theaterstücken
Dies ist eine Titelliste von internationalen Theaterstücken. Es gibt auch eine spezielle Liste deutschsprachiger Theaterstücke.

## Liste

### #
- Die 25. Stunde, George Tabori UA 1977 DEA 1994
- 4.48 Psychose, Sarah Kane 1999

### A
- Das Abgründige in Herrn Gerstenberg, Axel von Ambesser 1946
- Ab jetzt, Alan Ayckbourn 1987 UA 1987 DE 1989
- Die Acharner, Aristophanes
- Adam und Eva, Michail Bulgakow 1931 UA 1988
- Ärztinnen, Rolf Hochhuth 1980
- Affäre Dreyfus, Hans José Rehfisch 1929
- Die Affäre Rue de Lourcine, Eugène Marin Labiche UA 1857
- Agnes Bernauer, Friedrich Hebbel 1851 UA 1852
- Die Ahnfrau, Franz Grillparzer 1817
- Aias, Sophokles
- Alberta und Alice, Italo Svevo 1926 UA 1974
- Der Alchemist, Ben Jonson 1610 UA 1610
- Alfred der Große, Friedrich Beck 1826
- Alkestis, Euripides
- Alma - A Show Biz ans Ende, Joshua Sobol UA 1996
- Der Alpenkönig und der Menschenfeind, Ferdinand Raimund 1828 UA 1928
- Das alte Land, Klaus Pohl UA 1984
- Amadeus, Peter Shaffer UA 1979
- Am Ende der Nacht, Harald Hauser 1955
- Amphitryon, Heinrich von Kleist 1803, 1806/07 UA 1899
- Amphitryon, Molière 1667 UA 1668
- Anatol, Arthur Schnitzler
- Andorra, Max Frisch 1958–1961 UA 1961
- André Chénier, Adolf Bartels 1890
- Andromache, Jean Racine UA 1667
- Anna-Liisa, Minna Canth UA 1895
- Antigone, Sophokles 442 v. Chr.
- Antiphon, Djuna Barnes 1946–1957 UA 1961
- Antonius und Cleopatra, William Shakespeare UA 1606/07 DE 1852
- Apu Ollantay, Quechua, Peru
- Die arabische Nacht, Roland Schimmelpfennig
- Die Argonauten, Franz Grillparzer 1819
- Ariadne auf Naxos, Hugo von Hofmannsthal
- Arkadien, Tom Stoppard
- Der arme Konrad, Friedrich Wolf 1924
- Der arme Heinrich, Gerhart Hauptmann 1902
- Der arme Vetter, Ernst Barlach 1911/12, 1917 UA 1919
- Armer Ritter, Peter Hacks
- Arthur Aronymus und seine Väter, Else Lasker-Schüler 1931/32 UA 1936
- Der Arzt am Scheideweg, George Bernard Shaw UA 1906 DE 1908
- Asyl in der ersten Welt, Bettina Fless 1993
- Der aufhaltsame Aufstieg des Arturo Ui, Bertolt Brecht 1958
- Aufstieg und Fall der Stadt Mahagonny, Bertolt Brecht 1930
- Der Auftrag, Heiner Müller 1979 UA 1980
- Die Ausnahme und die Regel, Bertolt Brecht 1938

### B
- Baal, Bertolt Brecht 1918/19 UA 1923
- Der Bär, Anton Tschechow
- Bacchides, Titus Maccius Plautus
- Der Babylon Blues oder wie man glücklich wird, ohne sich zu verausgaben, George Tabori 1991
- Badenweiler Abgesang, Joachim Knauth
- Die Bakchen, Euripides 406 v. Chr.
- Der Balkon, Jean Genet 1956 UA 1957
- Ball der Diebe, Jean Anouilh 1932 UA 1938
- Ballade vom Eulenspiegel, vom Federle und von der dicken Pompanne, Günther Weisenborn 1950
- Die Ballade vom großen Makabren, Michel de Ghelderode 1934 UA 1953
- Die Ballade vom Wiener Schnitzel, George Tabori 1996
- Bambiland, Elfriede Jelinek UA 2003
- Barbara Blomberg, Carl Zuckmayer
- Barbaren, Maxim Gorki 1905 UA 1906
- Barbarische Komödien: Silbergesicht. Wappenadler. Wolfsballade., Ramón María del Valle-Inclán 1907, 1908, 1923 UA 1960 DE 1974
- Der Bataraz, Peter Lehmann
- Batum, Michail Bulgakow 1938
- Der Bau, Heiner Müller 1963/64 UA 1980
- Der Bauer als Millionär oder Das Mädchen aus der Feenwelt, Ferdinand Raimund 1826 UA 1826
- Baumeister Solness, Henrik Ibsen 1892 UA 1892 DE 1893
- Beaumarchais, Friedrich Wolf 1946
- Begegnung im Herbst, Axel von Ambesser 1975
- Bei geschlossenen Türen, Jean-Paul Sartre 1944 UA 1944 DE 1949
- Bekannte Gesichter, gemischte Gefühle, Botho Strauß 1974 UA 1975
- Der Belagerungszustand, Albert Camus 1948
- Ben Jonsons Volpone, Stefan Zweig 1926
- Bérénice, Jean Racine 1670 UA 1670 DE 1740
- Bérénice de Molière, Igor Bauersima, Réjane Desvignes
- Die Bergarbeiterinnen, Elfriede Müller UA 1988
- Das Bergwerk zu Falun, Hugo von Hofmannsthal 1899 UA 1949
- Bernardas Albas Haus, Federico García Lorca 1933–1936 UA 1945 DE 1947
- Ein besserer Herr, Walter Hasenclever UA 1927
- Besuch aus dem Paradies, Franz bei der Wieden 1956
- Besucher, Botho Strauß 1987 UA 1988
- Der Besuch der alten Dame, Friedrich Dürrenmatt 1955 UA 1956
- Betrogen, Harold Pinter UA 1978 DE 1978
- Bezahlt wird nicht!, Dario Fo UA 1974 DE 1976
- Die Bibel: Die ganze Heilige Schrift (leicht gekürzt), Adam Long, Reed Martin, Austin Tichenor
- Der Biberpelz, Gerhart Hauptmann 1893 UA 1893
- Biedermann und die Brandstifter, Max Frisch 1957/58 UA 1958
- Die bitteren Tränen der Petra von Kant, Rainer Werner Fassbinder 1971
- The Black Rider, Robert Wilson, Tom Waits und William S. Burroughs UA 1990
- Der blaue Boll, Ernst Barlach 1926
- Blick zurück im Zorn, John Osborne 1956
- Der Blinde, Friedrich Dürrenmatt
- Bluthochzeit, Federico García Lorca 1933
- Blut und Liebe, Martin Luserke, UA 1906
- Der Bockerer, Ulrich Becher und Peter Preses 1948
- Der böse Geist Lumpazivagabundus oder Das liederliche Kleeblatt, Johann Nestroy 1833
- Der böse Onkel, Urs Odermatt 2002
- Die Boxer, Konrad Bayer 1971
- Brand, Henrik Ibsen
- Der Brand im Opernhaus, Georg Kaiser 1918
- Die Braut von Messina, Friedrich Schiller, 1803
- Bremer Freiheit, Rainer Werner Fassbinder 1971
- Das brennende Dorf, Lope de Vega 1618
- Britannicus, Jean Racine
- Ein Bruderzwist in Habsburg, Franz Grillparzer
- Brut, Matthias Zschokke 1988
- Die Büchse der Pandora, Frank Wedekind 1904
- Der Bürger als Edelmann, Molière
- Bürger Schippel, Carl Sternheim 1913
- Bumerang, Hans José Rehfisch 1960
- Bunbury oder Ernst sein ist wichtig, Oscar Wilde 1895
- Bürgermeister Anna, Friedrich Wolf 1950
- Bus Stop, William Inge 1955

### C
- Cafehaus Payer, Hedda Zinner 1945
- Cäsar und Cleopatra, George Bernard Shaw 1899
- Candida, George Bernard Shaw 1903
- Canossa – Eine Katharsis, Johano Strasser 2003
- Carmen Kittel, Georg Seidel 1987
- Casting in Kursk, auch Konkurs, Alexander Galin 2000, deutsche UA 2002
- Catilina, Adolf Bartels 1892
- Caveman, Rob Becker 1991
- Célimène und der Kardinal, Jacques Rampal, 1993
- Cerceau, Viktor Slawkin 1985
- Change, Wolfgang Bauer 1969
- Charleys Tante, Brandon Thomas
- Chicken Soup with Barley – Roots – I’m Talking about Jerusalem, Arnold Wesker UA 1958 DEA 1962/63
- Der Cid, Pierre Corneille 1637
- Clara S., Elfriede Jelinek 1982
- Clavigo, Johann Wolfgang von Goethe 1774
- Clowns, George Tabori 1972
- Die Cocktailparty, Thomas Stearns Eliot 1949
- Coriolanus, William Shakespeare 1608
- Cyankali, Friedrich Wolf 1929
- Cymbeline, William Shakespeare 1609
- Cynthia’s Revels, Ben Jonson (1600)
- Cyrano de Bergerac, Edmond Rostand 1897

### D
- Da kommt noch wer, Jon Fosse 1996
- Die Dame ist nicht fürs Feuer, Christopher Fry 1948
- Die Dame Kobold, Calderon de la Barca 1629
- Die Dame vom Maxim, Georges Feydeau 1899
- Dantons Tod, Georg Büchner 1902
- Demokratie, Michael Frayn 2003
- Der Datterich, Elias Niebergall 1862
- Die Demonstration, George Tabori 1972
- Die deutschen Kleinstädter, August von Kotzebue 1802
- Der Diener zweier Herren, Carlo Goldoni
- Der Tag, an dem der Papst gekidnappt wurde, João Bethencourt 1972
- Doktor Semmelweis, Hans José Rehfisch 1934
- Don Carlos, Infant von Spanien, Friedrich Schiller 1787
- Don Gil mit den grünen Hosen, Tirso de Molina 1635
- Don Juan kommt aus dem Krieg, Ödön von Horváth
- Don Juan oder Die Liebe zur Geometrie, Max Frisch
- Don Juan oder Der steinerne Gast, Molière 1665
- Don Juan und Faust, Christian Dietrich Grabbe 1829
- Dracula, Hamilton Deane und John L. Balderston 1924
- Dr. med. Hiob Prätorius. Facharzt für Chirurgie und Frauenleiden, Curt Goetz 1934
- Dorf und Stadt, Charlotte Birch-Pfeiffer 1837
- Der Drache, Jewgeni Schwarz 1944
- Die Dreigroschenoper, Bertolt Brecht 1928
- Drei Mal Leben, Yasmina Reza 2000
- Drei Schwestern, Anton Tschechow 1901
- Dr. med Hiob Prätorius, Curt Goetz 1953
- Du bist der Richtige, Gustav von Wangenheim 1950
- Eine Dummheit macht auch der Gescheiteste, Alexander Nikolajewitsch Ostrowski 1868

### E
- Die echten Sedemunds, Ernst Barlach 1921
- Educating Rita, Willy Russell 1980
- Egmont, Johann Wolfgang von Goethe 1789
- Die Ehe des Herrn Mississippi, Friedrich Dürrenmatt 1952
- Ein Ehemann, Italo Svevo 1903
- Die ehrbare Dirne, Jean-Paul Sartre 1946
- Ehrenbürger, Brian Friel 1973
- Der eingebildete Kranke, Molière 1673
- Einsame Menschen, Gerhart Hauptmann 1891
- Der einsame Weg, Arthur Schnitzler 1904
- Der Eismann kommt, Eugene O’Neill 1946
- Eiszeit, Tankred Dorst 1973
- Elektra, Euripides zwischen 420 und 413 v. Chr.
- Elektra, Jean Giraudoux 1937
- Elektra, Gerhart Hauptmann 1948
- Elektra, Hugo von Hofmannsthal 1904
- Elektra, Sophokles um 413 v. Chr.
- Elfriede, Friedrich Justin Bertuch 1775
- Emilia Galotti, Gotthold Ephraim Lessing 1772
- Ende gut, alles gut, William Shakespeare 1741
- Das Ende vom Anfang, Seán O’Casey 1937
- Endspiel, Samuel Beckett 1957
- Endstation Sehnsucht, Tennessee Williams 1946
- Ein Engel kommt nach Babylon, Friedrich Dürrenmatt 1953
- Die Entenjagd, Alexander Wampilow 1979
- Der Entertainer, John Osborne 1957
- Der entfesselte Wotan, Ernst Toller 1924
- Equus, Peter Shaffer 1973
- Erdgeist, Frank Wedekind 1895 UA 1898
- Ein Eremit wird entdeckt, James Saunders 1963
- Die Ermittlung, Peter Weiss 1965
- Die Eroberung des Südpols, Manfred Karge 1986
- Eröffnung des indischen Zeitalters, Peter Hacks 1956
- Es war die Lerche, Ephraim Kishon 1974
- Es war die Nachtigall, Ephraim Kishon 1991
- Every Man in His Humour, Ben Jonson 1598
- Every Man out of His Humour, Ben Jonson 1599

### F
- Die falsche Zofe, Pierre Marivaux 1724
- Die Familie Schroffenstein, Heinrich von Kleist 1804
- Die Familie von Mkabah, Günther Weisenborn
- Fanal, Hans Lucke 1953
- Farces et moralités, Octave Mirbeau 1904
- Fast ein Poet, Eugene O’Neill 1957
- Faust I, Johann Wolfgang von Goethe
- Faust II, Johann Wolfgang von Goethe
- Faust. Der Tragödie dritter Teil, Friedrich Theodor Vischer 1826
- Fegefeuer in Ingolstadt, Marieluise Fleißer
- Feinde, Maxim Gorki 1933
- Ein Fest für Boris, Thomas Bernhard 1970
- Fiorenza, Thomas Mann
- Die Fliegen, Jean-Paul Sartre UA 1943
- Der Floh im Ohr, Georges Feydeau 1907
- Ein Florentinerhut, Eugène Marin Labiche 1851
- Florian Geyer, Gerhart Hauptmann 1896
- Floridsdorf, Friedrich Wolf 1953
- Die Flucht, Michail Bulgakow 1957
- Fortuna, Marina Zwetajewa 1989
- Fräulein Julie, August Strindberg 1888
- Franziska, Frank Wedekind 1912
- Die Frau des Arbeiters, Minna Canth 1885
- Der Frauenarzt, Hans José Rehfisch 1928
- Die Frau im Fenster, Hugo von Hofmannsthal
- Die Frau vom Meer, Henrik Ibsen UA 1889
- Frau Warrens Gewerbe, George Bernard Shaw 1907
- Freiheit in Krähwinkel, Johann Nestroy 1848
- Ein Freudenfeuer für den Bischof, Seán O’Casey 1955
- Der Frieden, Aristophanes 421 v. Chr.
- Der fröhliche Weinberg, Carl Zuckmayer
- Die Frösche, Aristophanes 405 v. Chr.
- Frühlings Erwachen, Frank Wedekind 1906
- Fünfzehn Schnüre Geld, Günther Weisenborn 1959
- Fuhrmann Henschel, Gerhart Hauptmann 1898
- Furcht und Elend des Dritten Reichs, Bertolt Brecht 1938

### G
- Der Gastfreund, Franz Grillparzer 1821
- Die Geburtstagsfeier, Harold Pinter 1958
- Der gefesselte Prometheus, Aischylos
- Der Gefoppte, Georges Feydeau
- Die Gehaltserhöhung, Georges Perec UA 1970
- Die Geisel, Brendan Behan 1958
- Der Geizige, Molière 1668
- Die gelehrten Frauen, Molière 1672
- Die Geliebte im Rucksack und der Hund hinter der Tür, Bernd Kurt Götz 2003
- Die Gerechten, Albert Camus UA 1949
- Gerettet, Edward Bond 1965
- Das gerettete Venedig, Hugo von Hofmannsthal 1905
- Germania Tod in Berlin, Heiner Müller 1978
- George Dandin oder Der betrogene Ehemann, Molière 1668
- Gesäubert, Sarah Kane
- Geschäft ist Geschäft, Octave Mirbeau 1903
- Geschichten aus dem Wiener Wald, Ödön von Horváth
- Geschlossene Gesellschaft, Jean-Paul Sartre 1944
- Die Gesichte der Simone Machard, Bertolt Brecht 1957
- Gespenster, Henrik Ibsen 1883
- Gespenstersonate, August Strindberg 1908
- Ein Gespräch im Hause Stein über den abwesenden Herrn von Goethe, Peter Hacks 1976
- Der gestiefelte Kater, Ludwig Tieck 1797
- Die Gewehre der Frau Carrar, Bertolt Brecht 1937
- Gewitter, Alexander N. Ostrowski 1859
- Ghetto, Joshua Sobol 1984
- Gier, Sarah Kane UA 1998
- Gier unter Ulmen, Eugene O’Neill 1924
- Gilgamesh, Raoul Schrott
- Gimme Shelter – Helden ohne Hoffnung, Barrie Keeffe 1977
- Das Glas Wasser, Eugène Scribe 1840
- Die Glasmenagerie, Tennessee Williams 1943
- Glaube Liebe Hoffnung, Ödön von Horváth 1936
- Glaube und Heimat, Karl Schönherr
- Die Glembays, Miroslav Krleža 1929
- Das Glück zu dritt, Eugène Labiche 1870
- Glückliche Tage, Samuel Beckett 1961
- Das Gleichgewicht, Botho Strauß
- Die Glückskuh, Hermann Essig 1911
- Götz von Berlichingen, Johann Wolfgang von Goethe 1774
- Goldberg-Variationen, George Tabori 1991
- Goldener Westen, Sam Shepard 1980
- Das goldene Vlies, Franz Grillparzer 1821
- Der Gott des Gemetzels, Yasmina Reza
- Die Gottesanbeterinnen, Frieder Döring 2003
- Die Gräfin von Rathenow, Hartmut Lange 1969
- Graf Öderland, Max Frisch 1951
- Der Graf von Charolais, Richard Beer-Hofmann 1905
- Das große Welttheater, Calderón de la Barca 1675
- Der Großinquisitor, George Tabori 1992
- Groß und klein, Botho Strauß 1978
- Großvater und Halbbruder, Thomas Hürlimann 1899
- Die größten Bücher der Weltliteratur (leicht gekürzt), Reed Martin, Austin Tichenor
- Der Gruftwächter, Franz Kafka
- Gust, Herbert Achternbusch 1984
- Der gute Mensch von Sezuan, Bertolt Brecht 1943
- Gyges und sein Ring, Friedrich Hebbel 1889

### H
- Der haarige Affe, Eugene O’Neill 1922
- Der Hahn, Stefan Schütz 1980
- Hamlet, William Shakespeare 1601
- Hamletmaschine, Heiner Müller 1977
- Hannibal, Christian Dietrich Grabbe 1918
- Das harte Brot, Paul Claudel 1926
- Hase Hase, Coline Serreau
- Der Hauptmann und sein Held, Claus Hubalek 1953
- Der Hauptmann von Köpenick, Carl Zuckmayer 1931
- Die Hauptmannstochter, Ramón María del Valle-Inclán 1978
- Hautnah, Patrick Marber
- Haus Herzenstod, George Bernard Shaw 1920
- Der Hausmeister, Harold Pinter 1960
- Hecastus, Georgius Macropedius 1539
- Hedda Gabler, Henrik Ibsen 1891
- Die heilige Johanna, George Bernard Shaw 1923
- Die heilige Johanna der Schlachthöfe, Bertolt Brecht 1959
- Das Heim, Octave Mirbeau 1908
- Heimarbeit, Franz Xaver Kroetz 1971
- Die Heimkehr, Harold Pinter 1965
- Heinrich IV., William Shakespeare 1597
- Heinrich IV., Luigi Pirandello
- Heinrich V., William Shakespeare 1599
- Heinrich VI., William Shakespeare
- Heinrich VIII. oder Der Ketzerkönig, Joachim Knauth 1955
- Heinrich VIII., William Shakespeare
- Die Heirat, Nikolaj W. Gogol 1842
- Der Heiratsantrag, Anton Tschechow 1889
- Ein heißes Herz, Alexander Nikolajewitsch Ostrowski 1869
- Der Held der westlichen Welt, John Millington Synge 1907
- Der Held des Tages, Alan Ayckbourn 1988
- Helden, George Bernard Shaw
- Heldenplatz, Thomas Bernhard
- Herbstball, Stefan Dähnert
- Herbstgarten, Diana Raznovich 1987
- Die Hermannsschlacht, Heinrich von Kleist 1860
- Hermes in der Stadt, Lothar Trolle 1992
- Herodes und Mariamne, Friedrich Hebbel 1849
- Herr Leonida und die Redaktion, Ion Luca Caragiale 1912
- Der Herr Ornifle oder Der erzürnte Himmel, Jean Anouilh 1955
- Herr Puntila und sein Knecht Matti, Bertolt Brecht 1948
- Herr Ritter von der traurigen Gestalt, Christian Tschirner 2006
- Herrenbesuch, Christopher Hampton 1976
- Herzog Theodor von Gothland, Christian Dietrich Grabbe 1892
- Die Herzogin von Malfi, John Webster 1614
- Die Hexe von Passau, Richard Billinger 1935
- Hexenjagd, Arthur Miller 1952
- Hin und Her, Ödön von Horváth 1934
- Hiob, Joseph Roth
- Hippolytos, Euripides
- Histriomastix, John Marston 1599
- Die Hochzeit des Papstes, Edward Bond 1961
- Hokuspokus, Curt Goetz
- Die Holländerbraut, Erwin Strittmatter 1960
- Die Hose, Carl Sternheim 1911
- Hotel zur schönen Aussicht, Christoph Marthaler
- Hühnersuppe mit Graupen – Tag für Tag – Nächstes Jahr in Jerusalem, Arnold Wesker UA 1958 DEA 1962/1963
- Der Hund des Aubry, René Charles Guilbert de Pixérécourt UA 1814
- Die Hungerkünstler, George Tabori 1977
- Die Hypochonder, Botho Strauß 1971

### I
- Ich wollte meine Tochter läge tot zu meinen Füssen und hätte die Juwelen in den Ohren, George Tabori 1978
- Ein idealer Gatte, Oscar Wilde 1894
- Die Illegalen, Günther Weisenborn 1946
- Im Himmlischen Garten, Harald Hauser 1958
- The Importance of Being Earnest, Oscar Wilde UA 1895
- In der Löwengrube, Felix Mitterer;
- Intermezzo, Jean Giraudoux UA 1933
- Iphigenie auf Tauris, Johann Wolfgang von Goethe 1779
- Iphigenie bei den Taurern, Euripides
- Iphigenie in Aulis, Euripides
- The Isle of Dogs, Thomas Nashe und Ben Jonson 1597
- Der Irre, Edward Bond 1975
- Iwanow, Anton Tschechow 1887
- In der Sache J. Robert Oppenheimer, Heinar Kipphardt 1964

### J
- Ja. Tu es. Jetzt., Feridun Zaimoglu und Günter Senkel 2003
- Jacke wie Hose, Manfred Karge 1982
- Jack Drum’s Entertainment, John Marston 1600
- Jeanne oder Die Lerche, Jean Anouilh
- Jedermann, Hugo von Hofmannsthal
- Ein Jedermann, Felix Mitterer
- Jenseits der Angst, Hans José Rehfisch 1959
- Johann Christian Günther, Adolf Bartels 1889
- John Gabriel Borkmann, Henrik Ibsen
- Joseph in Egyptenland, Nâzım Hikmet
- Jozia, Lothar Trolle UA 1988
- Jubiläum, George Tabori 1983
- Der Jude von Malta, Christopher Marlowe UA 1592
- Judith, Friedrich Hebbel 1840
- Judith, Rolf Hochhuth 1984
- Die Jüdin von Toledo, Franz Grillparzer
- Julius Cäsar, William Shakespeare 1601
- Der junge Luther, Adolf Bartels 1900
- Juristen, Rolf Hochhuth 1979
- Einen Jux will er sich machen, Johann Nestroy

### K
- Kabale und Liebe, Friedrich Schiller 1783 UA 1784
- Kämpfe unter der Gürtellinie, Diana Raznovich 1998
- Karamasow, Thorsten Lensing 2014
- Das Käthchen von Heilbronn, Heinrich von Kleist 1810
- Die kahle Sängerin, Eugène Ionesco UA 1950
- Der Kaiser von Amerika, George Bernard Shaw 1929
- Das kalte Licht, Carl Zuckmayer
- Die Kameliendame, Alexandre Dumas d. J. UA 1852
- Der Kammersänger, Frank Wedekind
- Die Kampagne, Joachim Knauth 1963
- Die Kannibalen, George Tabori 1969
- Kasimir und Karoline, Ödön von Horváth
- Katharina Knie, Carl Zuckmayer
- Katte, Hermann Burte 1914
- Die Katze auf dem heißen Blechdach, Tennessee Williams
- Katzgraben, Erwin Strittmatter 1953
- Der kaukasische Kreidekreis, Bertolt Brecht 1954
- Der Kaufmann von Venedig, William Shakespeare 1595
- Kaution, Hans Lucke 1955
- Kein Wort zu Morgenstern, Ephraim Kishon 1960
- Der Kindermörder, Oliver Reese
- Der Kirschgarten, Anton Tschechow 1904
- Der Kissenmann, Martin McDonagh UA 2003
- Der kleine Lord, Frances H. Burnett
- Klein Eyolf, Henrik Ibsen
- Klettwitzer Berichte, Heiner Müller 1958
- A Knack to Know a Knave 1592
- König Johann, William Shakespeare 1595/96
- König Lear, William Shakespeare 1606
- König Nicolo oder So ist das Leben, Frank Wedekind
- König Ödipus, Sophokles
- König Ottokars Glück und Ende, Franz Grillparzer 1825
- König Richard II., William Shakespeare 1594
- König Richard III., William Shakespeare 1593
- König Ubu, Alfred Jarry 1896
- Der König und die Tänzerin, Lion Feuchtwanger 1917
- Kokusenya-kassen (deutsch: Der Kampf des Kokusenya), Chikamatsu Monzaemon UA 1715
- Kolberg, Paul Heyse
- Konradin von Hohenstaufen, Konrad Weiß 1938
- Kopenhagen, Michael Frayn 1998
- Kora, Urs Odermatt 1998
- Die Korrektur, Heiner Müller 1957/58
- Krankheit der Jugend, Ferdinand Bruckner
- Kommen und Gehen, Samuel Beckett
- Die Komödie der Irrungen, William Shakespeare
- Konrad oder das Kind aus der Konservenbüchse, Christine Nöstlinger
- Krig, Lars Norén
- Kunst, Yasmina Reza

### L
- Lady Windermeres Fächer, Oscar Wilde UA 1892
- La locandiera, Carlo Goldoni 1753
- Eines langen Tages Reise in die Nacht, Eugene O’Neill 1956
- Laternenfest, Hans Pfeiffer 1955
- Leben des Galilei, Bertolt Brecht 1947
- Das Leben ist ein Traum, Calderon de la Barca 1635
- Lederfresse, Helmut Krausser 1993
- Der Leibgardist, Ferenc Molnár 1910
- Leitfaden, Max Ernst 1964
- Leonce und Lena, Georg Büchner
- Le roi s’amuse, Victor Hugo
- Das letzte Band, Samuel Beckett 1958
- Die letzte Kommune, Peter Lund 2013
- Die Letzten, Maxim Gorki 1907
- Letzte Nacht im September, George Tabori 1997
- Die letzte Station, Erich Maria Remarque 1956
- Der Leutnant von Inishmore, Martin McDonagh
- Libussa, Franz Grillparzer 1848
- Liebelei, Arthur Schnitzler 1895
- Liliom, Ferenc Molnár 1909
- Lofter oder Das verlorene Gesicht, Günther Weisenborn 1956
- Der Lohndrücker, Heiner Müller 1956
- Lope de Vega, Adolf Bartels 1886
- Lorenzaccio, Alfred de Musset 1833
- Ludus de Antichristo
- Lützower, Hedda Zinner 1955
- Lumpazivagabundus, Johann Nestroy
- Lysistrata, Aristophanes 411 v. Chr.

### M
- M, George Tabori 1985
- Macbeth, William Shakespeare um 1608
- Das Mädchen aus der Feenwelt oder Der Bauer als Millionär, Ferdinand Raimund 1826 UA 1826
- Das Märchen vom Wolf, Ferenc Molnár 1912
- Der Macher, Honoré de Balzac
- Im Maien, Johanna Wesselsky, 1929
- Major Barbara, George Bernard Shaw 1905
- Man kann nie wissen, George Bernard Shaw UA 1899
- Mann ist Mann, Bertolt Brecht 1926
- Maria Magdalena, Friedrich Hebbel 1846
- Maria Stuart, Friedrich Schiller
- Das Maria-Syndrom
- Der Marquis von Keith, Frank Wedekind
- Das Maß der Dinge, Neil LaBute
- Maß für Maß, William Shakespeare
- Masada, George Tabori 1988
- Die Massenmörderin und ihre Freunde, George Tabori 1995
- Die Matrosen von Cattaro, Friedrich Wolf 1930
- Die Mausefalle, Agatha Christie 1947
- Medea, Euripides;
- Medea, Franz Grillparzer 1821
- Des Meeres und der Liebe Wellen, Franz Grillparzer 1831
- Mein Freund Harvey, Mary Chase, 1944
- Mein Kampf, George Tabori 1987
- Der Menschenfeind, Molière UA 1666
- Memmingen – ein Theaterstück, Bettina Fless 1989
- Mesalliance, aber wir ficken uns prächtig, Werner Schwab 1992
- Der Meteor, Friedrich Dürrenmatt
- Michael Kramer, Gerhart Hauptmann 1900
- Miniaturen, Curt Goetz
- Minna von Barnhelm, Gotthold Ephraim Lessing 1767
- Das Mirakel, Karl Gustav Vollmoeller 1912
- Das Missverständnis, Albert Camus 1943
- Die Mitschuldigen, Johann Wolfgang von Goethe
- Der Modeladen, Iwan Krylow 1806
- Die Mondvögel, Marcel Aymé
- Mord im Dom, T. S. Eliot
- Die Möwe, Anton Tschechow
- Der Müller von Sanssouci, Peter Hacks 1958
- Murx den Europäer, Christoph Marthaler
- Die Mutter, Bertolt Brecht 1932
- Mutter Courage und ihre Kinder, Bertolt Brecht 1941
- Mutters Courage, George Tabori 1979

### N
- Nach Damaskus, August Strindberg 1898
- Nachtasyl, Maxim Gorki 1902
- Nachtbeleuchtung, Curt Goetz
- Die Nacht des Leguan, Tennessee Williams 1961
- Nachtland, Marius von Mayenburg UA 2022
- Nachtlogis, Hans Pfeiffer 1955
- Nacht, Mutter, Marsha Norman UA 1983
- Der Narr und seine Frau heute abend in Pancomedia, Botho Strauß
- Die Nashörner, Eugène Ionesco 1960
- Nathan der Weise, Gotthold Ephraim Lessing 1783
- Nathans Tod, George Tabori 1991
- Die Neuberin, Günther Weisenborn 1935
- Die Nibelungen, Friedrich Hebbel 1861
- Nickel und die sechsunddreißig Gerechten, Hans José Rehfisch 1925
- Night-step, Harald Hauser 1962
- Noch ist Polen nicht verloren, Melchior Lengyel
- Nora oder Ein Puppenheim, Henrik Ibsen 1880
- Nordost, Torsten Buchsteiner 2005
- Normans Eroberungen, Alan Ayckbourn 1973
- La Nuit des oliviers, Éric-Emmanuel Schmitt UA 1991

### O
- Oberst Chabert, Hans José Rehfisch 1955
- Octavia, Seneca d. J.
- Ödipus auf Kolonos, Sophokles 428 v. Chr.
- Offene Zweierbeziehung, Dario Fo und Franca Rame 1983 UA 1983
- Olympia, Ferenc Molnár 1928
- Omelette surprise, Axel von Ambesser 1979
- Onkel Wanja, Anton Tschechow 1888/1889 UA 1889
- Operette, Witold Gombrowicz 1955 UA 1970 DE 1971
- Opfer der Pflicht, Eugène Ionesco 1952 UA 1953 DE 1957
- Optimistische Tragödie, Wsewolod Wischnewski 1924–1933 UA 1933 DE 1948
- Die Orestie, Aischylos 458 v. Chr.
- Oscar – Ein Missverständnis in drei Akten, Claude Magnier 1958
- Othello, William Shakespeare um 1603/04 UA 1604 DE 1776

### P
- Die Päpstin Johanna, Adolf Bartels 1892
- Die Palästinenserin, Joshua Sobol UA 1985 DE 1986
- Panoptikum, Ferenc Molnár 1949
- Pantalones Hochzeit, Gerhard Herm
- Der Park, Botho Strauß 1983
- Der gläserne Pantoffel, Ferenc Molnár 1924
- Pastorale oder Die Zeit für Kakao, Wolfgang Hildesheimer
- Patrioten, Friedrich Wolf 1946
- Peep Show, George Tabori 1984
- Peer Gynt, Henrik Ibsen 1867 UA 1876 DE 1902
- Penthesilea (Kleist), Heinrich von Kleist 1806/07 UA 1811
- Perikles, Fürst von Tyros, William Shakespeare 1606 DE 1924
- Die Perser, Aischylos 472 v. Chr.
- Die Pfarrhauskomödie, Heinrich Lautensack 1910 UA 1920
- Der Pflug und die Sterne, Seán O’Casey 1924/25 UA 1926 DE 1931
- Phädra, Jean Racine 1677
- Phaidras Liebe, Sarah Kane
- Philoktet, Sophokles 409 v. Chr.
- Philoktet, Heiner Müller 1958
- Die Physiker, Friedrich Dürrenmatt 1962
- Pinkville, George Tabori 1971
- Pioniere in Ingolstadt, Marieluise Fleißer 1926
- Platonow, Anton Tschechow 1928
- Play Strindberg, Friedrich Dürrenmatt
- Die Polizei, Sławomir Mrożek 1958
- Pre-paradise sorry now, Rainer Werner Fassbinder 1970
- Der Preispokal, Seán O’Casey 1926
- Prinz Friedrich von Homburg, Heinrich von Kleist 1809
- Professor Bernhardi, Arthur Schnitzler 1908
- Professor Mamlock, Friedrich Wolf 1933
- Das Publikum, Federico García Lorca 1929
- Die Purpurinsel, Michail Bulgakow 1926
- Purpurstaub, Seán O’Casey 1939
- Pygmalion, George Bernard Shaw 1913

### Q
- Quartett, Heiner Müller 1981

### R
- Die Räuber, Friedrich Schiller 1779
- Die Ratten, Gerhart Hauptmann 1911
- Der Raub der Sabinerinnen, Franz und Paul von Schönthan 1884
- Ravensbrücker Ballade, Hedda Zinner 1961
- Das Reich der Tiere, Roland Schimmelpfennig 2007
- Der Reigen, Arthur Schnitzler 1896
- Requiem für einen Spion, George Tabori 1993
- Retro – Einmal Moskau und zurück, Alexander Galin 1978
- Der Revisor, Nikolai Wassiljewitsch Gogol 1835
- Richards Korkbein, Brendan Behan 1960
- Der Richter von Zalamea, Calderon de la Barca 1643
- Die Riesen vom Berge, Luigi Pirandello 1937
- Der Ritt über den Bodensee, Peter Handke 1971
- Ritter, Dene, Voss, Thomas Bernhard 1986
- Der Ritter vom Mirakel, Lope de Vega 1619
- Die Ritter, Aristophanes
- Riviera, Ferenc Molnár 1927
- Roberto Zucco, Bernard-Marie Koltès 1990
- Robinson soll nicht sterben, Friedrich Forster 1932
- Romeo und Julia, William Shakespeare 1595
- Romulus der Große, Friedrich Dürrenmatt 1948
- Rose Bernd, Gerhart Hauptmann 1903
- Rosenkranz und Güldenstern, Tom Stoppard 1966
- Rosmersholm, Henrik Ibsen 1887
- Die rote Mühle, Ferenc Molnár 1922
- Rotter, Thomas Brasch 1977
- Rozznjogd, Peter Turrini 1967
- R.U.R. (Rossums Universal Robots), Karel Čapek 1921
- Die Rückkehr, Matthäus von Collin 1814
- Rückkehr in die Wüste, Bernard-Marie Koltès 1988
- Ruhmlose Helden, Paul Busson 1904

### S
- Der Sacco, Adolf Bartels
- Sallah Shabbati, Ephraim Kishon 1988
- Salome, Oscar Wilde 1891
- Sappho, Franz Grillparzer 1818
- Satiromastix, Thomas Dekker 1601
- Sancta Susanna, August Stramm 1914
- Scapins Schelmenstreiche, Molière 1670
- Schade, dass sie eine Hure ist, John Ford 1633
- Der Schatten eines Rebellen, Seán O’Casey 1922
- Scherz, Satire, Ironie und tiefere Bedeutung, Christian Dietrich Grabbe 1822
- Das Schiff auf der Donau, Friedrich Wolf 1955
- Der Schinderhannes, Stefan Utsch, 1956
- Schinderhannes, Carl Zuckmayer
- Die Schlacht, Heiner Müller 1951–1974
- Die Schlacht bei Lobositz, Peter Hacks 1956
- Schlachten! Nach den Rosenkriegen von William Shakespeare, Tom Lanoye 1999
- Schlechte Hirten, Octave Mirbeau 1897
- Schlußchor, Botho Strauß 1990
- Die Schmausbrüder, Aristophanes
- The School for Scandal, Richard Brinsley Sheridan UA 1777
- Der Schützling, Ephraim Kishon 1953
- Die Schule der Frauen, Molière 1663
- Der Schulfreund, Johannes Mario Simmel 1959
- Die Schuster, Stanisław Ignacy Witkiewicz 1931
- Die Schwärmer, Robert Musil 1908
- Der Schwan, Ferenc Molnár 1920
- Schwarz auf Weiß, Ephraim Kishon 1956
- Das schwarze Fest, Jacques Audiberti 1938
- Schweyk im Zweiten Weltkrieg, Bertolt Brecht 1957
- Die Schwiegertochter, D. H. Lawrence 1912
- Der Schwierige, Hugo von Hofmannsthal 1917
- Das Schwitzbad, Wladimir Majakowski 1929
- Sechs Personen suchen einen Autor, Luigi Pirandello 1921
- Die See, Edward Bond 1973
- Seid nett zu Mr. Sloane, Joe Orton 1964
- Der seidene Schuh oder Das Schlimmste trifft nicht immer zu, Paul Claudel 1919
- Der Selbstmörder, Nikolaj Erdmann 1928
- The Seven Deadly Sins, Richard Tarlton 1585
- Shakespeares sämtliche Werke (leicht gekürzt), Adam Long, Daniel Singer, Jess Winfield
- Sherlock Holmes, Ferdinand Bonn 1906
- Sibirien, Felix Mitterer 1989
- Sie und Er, Ephraim Kishon 1961
- Sieben gegen Theben, Aischylos 467 v. Chr.
- Sigmunds Freude, George Tabori 1975
- Six Degrees of Separation, John Guare 1999
- Der Snob, Carl Sternheim 1913
- Sojas Wohnung, Michail Bulgakow 1925
- Die Soldaten, Jakob Michael Reinhold Lenz 1774
- Soldaten, Nekrolog auf Genf, Rolf Hochhuth 1967
- Soliman, Ludwig Fels 1982
- Sommer, Edward Bond 1982
- Sommer 1914, Rolf Hochhuth 1990
- Sommer und Rauch, Tennessee Williams 1947
- Sommergäste, Maxim Gorki 1902
- Ein Sommernachtstraum, William Shakespeare 1595/96
- Sonnenstaub, Raymond Roussel 1925
- Sonnenuntergang, Isaak Babel 1927
- Sonntagskinder, Gerlind Reinshagen 1976
- Sonny-Boys, Neil Simon 1972
- Sonny Girls, Gerhard Branstner 2006
- Das Sparschwin, Eugène Labiche 1864
- Spaß beiseite, Alan Ayckbourn 1977
- Der Spaßvogel oder Der Mann von morgen früh, Brendan Behan 1955
- Spiel im Schloss, Ferenc Molnár 1926
- Das Spiel vom Fragen oder Die Reise zum sonoren Land, Peter Handke 1990
- Das Spiel von Liebe und Zufall, Pierre Marivaux 1730
- Spieler, Torsten Buchsteiner 1999
- Eine Stadt wird vernommen, David Hare 1974
- Stallerhof, Franz Xaver Kroetz 1971
- Stammheim, George Tabori 1986
- Der standhafte Prinz, Calderón de la Barca 1629–1636
- Der starke Stamm, Marieluise Fleißer 1944
- Stella, Johann Wolfgang von Goethe 1775
- Der Stellvertreter, Rolf Hochhuth 1963
- Die sterblichen Güter, Joachim Knauth
- Der Stern auf der Stirn, Raymond Roussel 1923
- Sterne am Morgenhimmel, Alexander Galin 1982
- Stigma, Felix Mitterer 1982
- Straßenecke, Hans Henny Jahnn 1929
- Die Streitfrage, Pierre Marivaux 1744
- Studentenkomödie oder Mit der Zeit werden wir fertig, Gustav von Wangenheim 1959
- Die Stühle, Eugène Ionesco 1951
- Die Stützen der Gesellschaft, Henrik Ibsen 1877
- Die Stunde, da wir voneinander nichts wußten, Peter Handke 1992
- Die Stunde der Antigone, Claus Hubalek 1962
- Die Stunde des Hauptmanns Grisel, Hans José Rehfisch 1933
- Stunde Null, Christoph Marthaler
- Der Sturm, William Shakespeare um 1611
- Süden, Julien Green 1953
- Sunshine Boys, Neil Simon

### T
- Tabula Rasa, Carl Sternheim 1915
- Tag für Tag, Arnold Wesker 1958
- Die Tage der Commune, Bertolt Brecht 1956
- Tai Yang erwacht, Friedrich Wolf 1931
- Der Talisman, Johann Nestroy 1840
- Talk Show, George Tabori 1976
- Tamerlan der Große, Christopher Marlowe 1587
- Tango, Sławomir Mrożek 1964
- Tango Sólo, Torsten Buchsteiner 2002
- Tannhäuser, Johann Nestroy 1857
- Tarelkins Tod, Alexander Suchowo-Kobylin 1869
- Der Tartuffe oder Der Heuchler, Molière 1663
- Terra Terra, Berliner Compagnie
- Der Tausch, Paul Claudel 1893
- Der Teufel, Ferenc Molnár 1907
- Des Teufels General, Carl Zuckmayer 1945
- Der Teufelskreis, Hedda Zinner 1953
- Theater, Ferenc Molnár 1921
- Der Theatermacher, Thomas Bernhard 1984
- Thomas Chatterton, Hans Henny Jahnn 1954
- Thomas Münzer, der Mann mit der Regenbogenfahne, Friedrich Wolf 1953
- Timon von Athen, William Shakespeare 1605
- Titus Andronicus, William Shakespeare 1592
- Der Tod des Empedokles, Friedrich Hölderlin 1797–1800
- Tod eines Handlungsreisenden, Arthur Miller 1947
- Der Tod des Tizian von Hugo von Hofmannsthal 1892
- Der tolle Tag oder Figaros Hochzeit, Pierre Augustin Caron de Beaumarchais 1778/81
- Tolles Geld, Alexander Nikolajewitsch Ostrowski 1870
- Der tollste Tag, Peter Turrini
- Top Girls, Caryl Churchill 1982
- Torquato Tasso, Johann Wolfgang von Goethe 1807
- Tote ohne Begräbnis, Jean-Paul Sartre
- Totenfeier, Adam Mickiewicz
- Totentanz, August Strindberg 1900
- Die Trachinierinnen, Sophokles
- Die Tragödie des Königs Christophe, Aimé Césaire 1963
- Tragödie des Rächers, Cyril Tourneur 1606
- Traiskirchen, Michael Zochow 1988
- Trauer zu früh, Edward Bond 1969
- Der Traum ein Leben, Franz Grillparzer 1834
- Ein Traumspiel, August Strindberg 1901
- Der Trauschein, Ephraim Kishon 1961
- Die Trauung, Witold Gombrowicz 1946
- Travesties, Tom Stoppard 1974
- Die Trilogie der schönen Ferienzeit, Carlo Goldoni 1758/59
- Trilogie des Wiedersehens, Botho Strauß 1976
- Das Trio in Es-Dur, Éric Rohmer 1987
- Triumph der Liebe, Pierre Marivaux 1732
- Die Troerinnen, Euripides 415 v. Chr.
- Troilus und Cressida, William Shakespeare 1601/02
- Der trojanische Krieg findet nicht statt, Jean Giraudoux
- Trommeln in der Nacht, Bertolt Brecht 1922
- Turandot oder Der Kongreß der Weißwäscher, Bertolt Brecht 1953
- Turandot, Carlo Gozzi 1762

### U
- Über allem Zauber Liebe, Calderon de la Barca 1635
- Über allen Gipfeln ist Ruh, Thomas Bernhard 1981
- Über die Dörfer, Peter Handke 1982
- Die Übergangsgesellschaft, Volker Braun 1987
- Die Umsiedlerin oder Das Leben auf dem Lande, Heiner Müller 1961
- Unbefleckte Empfängnis, Rolf Hochhuth 1989
- Eine Unbekannte aus der Seine, Ödön von Horváth 1933
- Und Pippa tanzt!, Gerhart Hauptmann 1906
- Unerwartete Rückkehr, Botho Strauß 2002
- Die ungöttliche Komödie, Zygmunt Krasiński 1833
- Die unruhige Regierungszeit und der jammervolle Tod König Eduards II. von England, Christopher Marlowe 1591/1592
- Der Schwierige, Hugo von Hofmannsthal 1921
- Der Unbestechliche, Hugo von Hofmannsthal 1923
- Unruhige Träume, George Tabori 1992
- Unsere kleine Stadt, Thornton Wilder
- Unter der Gürtellinie, Richard Dresser
- Urfaust, Johann Wolfgang von Goethe
- Das Urteil, Gustav von Wangenheim 1932

### V
- Vasantasena, Lion Feuchtwanger 1916
- Der Vater, August Strindberg 1887
- Der Vaterschaftsprozeß des Josef Zimmermann, Ephraim Kishon 1998
- Venice Preserv’d, or a Plot Discover’d, Thomas Otway 1682
- Verbannte, James Joyce
- Der Verschwender, Ferdinand Raimund UA 1834
- Die Verschwörung des Fiesco zu Genua, Friedrich Schiller 1783
- Die Verfolgung und Ermordung des Jean Paul Marat, Peter Weiss
- Verwandlungen, George Tabori 1977
- Viel Lärm um nichts, William Shakespeare 1598/99
- Vineta, Jura Soyfer
- Ein Volksfeind, Henrik Ibsen 1883
- Volpone, Ben Jonson
- Die Vögel, Aristophanes
- Der Vorname, Matthieu Delaporte / Alexandre de La Patellière, UA 2010 DSE 2012
- Der Voyeur, George Tabori 1982

### W
- Die Wachsamen, Patrick Roth
- Waffen für Amerika, Lion Feuchtwanger 1962
- Wahn oder der Teufel in Boston, Lion Feuchtwanger 1960
- Die wahre Geschichte des Ah Q oder Zwischen Hund und Wolf, Christoph Hein UA 1983
- Der Wald, Alexander Nikolajewitsch Ostrowski 1870 UA 1871
- Wallenstein, Friedrich Schiller 1796/1799 UA 1798
- Die Wanze, Wladimir Majakowski 1928 UA 1929
- Warenhauskomödie, Julius Maria Becker 1930
- Warten auf Godot, Samuel Beckett 1948/49 UA 1953
- Was ihr wollt, William Shakespeare 1600–1602 UA 1602
- Was wäre wenn...?, Hedda Zinner 1959
- Die Weber, Gerhart Hauptmann 1891/92 UA 1893
- Der Wechselbalg, William Rowley UA 1622
- Weekend im Paradies, Franz Arnold und Ernst Bach UA 1928
- Weg, Herbert Achternbusch 1984 UA 1985
- Der Weg nach Füssen, Johannes R. Becher 1956
- Weh dem, der lügt!, Franz Grillparzer 1838
- Der Weibsteufel, Karl Schönherr
- Weiningers Nacht, Joshua Sobol UA 1982
- Die Weiße Garde oder Die Tage der Turbins, Michail Bulgakow 1925/1926 UA 1926
- Der weiße Teufel, Paulo Giordano Ursini 1611 UA 1611
- Weißes Blut, Harald Hauser 1960
- Das weite Land, Arthur Schnitzler 1908/09 UA 1911
- Wenn wir Toten erwachen, Henrik Ibsen 1899 UA 1900
- Wer hat Angst vor Virginia Woolf?, Edward Albee 1960 UA 1962
- Wer weint um Juckenack?, Hans José Rehfisch 1924
- Der Werbeoffizier, George Farquhar 1705 UA 1706
- Weismann und Rotgesicht, George Tabori 1990
- Wessis in Weimar, Rolf Hochhuth 1993
- The Who and the What, Ayad Akhtar UA 2014 DSE 2017
- Der Widerspenstigen Zähmung, William Shakespeare 1594
- Wie es euch gefällt, William Shakespeare 1599 UA 1740
- Wie führe ich eine Ehe?, Axel von Ambesser 1940
- Wiener Totentanz, Lotte Ingrisch
- Die Wilden, Christopher Hampton 1972/73 UA 1973
- Die Wildente, Henrik Ibsen 1883/1884 UA 1885
- Wilhelm Tell, Friedrich Schiller 1804 UA 1804
- Willkommen in Altamont, Thomas Wolfe UA 1923
- Das Wintermärchen, William Shakespeare 1610/11 UA 1611
- Winterschlacht, Johannes R. Becher 1958
- Wir sind noch einmal davongekommen, Thornton Wilder 1941 UA 1942
- Wir sind schon weiter, Gustav von Wangenheim 1951
- Die Witwe Capet, Lion Feuchtwanger
- Wo der Pfeffer wächst, Ephraim Kishon
- Die Wolken, Aristophanes
- Woyzeck, Georg Büchner 1836 UA 1913
- Der wundertätige Magus, Calderon de la Barca 1637
- Wunderworte / Worte Gottes, Ramón María del Valle-Inclán 1920 UA 1933
- Die Wupper, Else Lasker-Schüler 1908 UA 1919

### Y
- Yerma, Federico García Lorca 1931/34
- Yvonne, die Burgunderprinzessin, Witold Gombrowitz 1935

### Z
- Die Zeit und das Zimmer, Botho Strauß 1988
- Zement, Heiner Müller 1972
- Der zerbrochne Krug, Heinrich von Kleist 1803–1806 UA 1808
- Der Zerrissene, Johann Nestroy 1844 UA 1844
- Die Zeugen oder Unsere kleine Stabilisierung, Tadeusz Rozwicz UA 1962
- Zieh den Stecker raus, das Wasser kocht, Ephraim Kishon 1968
- Zinnober, Charlotte Birnbaum 1946
- Zirkus Sardam, Daniil Charms 1935
- Die Zofen, Jean Genet 1947 UA 1947
- Die Zoogeschichte, Edward Albee 1959
- Der Zusammenstoß, Kurt Schwitters 1927–1929 UA 1976
- Zwei Ärzte, Hans Pfeiffer 1959
- Zwei Engel steigen aus, Günther Weisenborn 1955
- Zwei Herren aus Verona, William Shakespeare 1593 UA 1593 DE 1782
- Das Zweite Gesicht, Jochen Zierau und Frieder Döring 1999
- Zwölfeläuten, Heinz Rudolf Unger